# Меримбун
Меримбун (малайск. Tasek Merimbun — «змеиное озеро») — озеро в Брунее. Название водоём получил благодаря необычной форме, напоминающей очертаниями латинскую букву «s». Находится в 31,1 км от города Тутонг в округе Тутонг.

## Описание
Территория, окружающая озеро — заповедник, место для сохранения флоры и фауны, включает в себя развлекательный центр и площадку для исследований. Меримбун был объявлен парком национального наследия Брунея в 1967 году, а позднее, 29 ноября 1984 года, территория площадью 7800 га стала парком наследия АСЕАН. Этот парк находится под управлением Департамента музеев Брунея и охватывает крупнейшее озеро Брунея и несколько небольших рек, впадающих в него.

## Характеристики
Меримбун является частью геологической формации, образовавшейся около 7 миллионов лет назад. Место обитания многих видов флоры и фауны, это не типичное озеро, а своего рода низменная впадина, окруженная болотами. Вода имеет чёрный оттенок из-за присутствия торфа.